# Iván Mancía
Iván Roberto Mancía Ramírez (Apopa, 19 dicembre 1992) è un calciatore salvadoregno, difensore del Santa Tecla.

## Carriera

### Club
Ha sempre giocato nel campionato salvadoregno.

### Nazionale
Ha debuttato in Nazionale nel 2015, venendo poi convocato per la Gold Cup 2017.